# Iatinum
Iatinum est le nom latin d'une cité gallo-romaine qui devint par la suite la ville de Meaux, dans le département de Seine-et-Marne.

## Toponymie
Le nom de la localité est mentionné sous les formes Meldi par Pline l'Ancien et Meldorum civitas au Ier siècle. La région était, avant la conquête romaine habitée par les Meldes, peuple gaulois de la Gaule belgique.

## Histoire

### La ville romaine sous le Haut-Empire
La table de Peutinger mentionne la station Iatinum, assimilée à Meaux.
La cité gallo-romaine de Iantinum fut établie sous le Haut-Empire dans une ancienne boucle de rivière et intégrée à la province de la Gaule lyonnaise. Son plan s'organisa suivant un quadrillage orthogonal s'étendant de la Marne au sud jusqu'au quartier Saint-Faron au nord, c'est-à-dire dans l'ancien méandre de la rivière (actuellement le Brasset).
Un nombre important d'édifices publics de grande taille sont attestés, tels que forum, théâtre, amphithéâtre, thermes, ainsi qu'un complexe cultuel suburbain au lieu-dit de la Bauve (fanum et amphithéâtre).
Le nom d'Orgétorix est attesté par une inscription à Iantinum, pour avoir financé la construction d'un théâtre à l'époque gallo-romaine.

### Iatinum devint Meldensis au Bas-Empire
Sous le Bas-Empire, en raison d'une instabilité politique croissante et de la menace d'invasions, une enceinte fortifiée fut construite dans la partie sud de la ville (vestiges boulevard Jean-Rose) et la partie extra-muros de la ville fut progressivement délaissée. La ville changea de nom et comme la plupart des cités gallo-romaine, prit le nom du peuple gaulois qui y vivait, elle devint Meldensis et figure dans la  Notitia provinciarum et civitatum Galliae.
Le christianisme se diffusa chez les Meldes au IIIe siècle par le prosélytisme  de Denis de Paris. Son successeur, saint Saintin, serait le premier évêque de Meaux.
La ville subit une destruction entre 274 et 276. Elle aurait possédé un atelier de frappe monétaire.

## Vestiges
- Remparts du Bas-Empire romain

Des fouilles archéologiques effectuées en 2018 ont permis de mettre au jour :
- deux rues se coupant à angle droit, plusieurs caves dont l'une a été datée du IIIe siècle ;
- des vestiges d'un décor mural ;
- de la vaisselle, des aiguilles en os, etc.[10].